# Rekursiver Abstieg
Rekursiver Abstieg (englisch: recursive descent) ist eine Technik aus dem Compilerbau, die auf direkte Weise (d. h. ohne Tabelle) einen Top-Down-Parser implementiert. Sie zeichnet sich durch geringe Komplexität aus; das Verwenden eines Parsergenerators ist nicht nötig.
Bei diesem Verfahren wird jedes Nichtterminalsymbol durch jeweils eine eigene Prozedur behandelt, welche die Produktionsregeln zu diesem Symbol implementiert. Erlauben die Produktionsregeln eine Rekursion, dann rufen sich daher auch diese Prozeduren wechselseitig rekursiv auf.
Der rekursive Abstieg kann bei Bedarf mit Backtracking arbeiten; wenn eine LL(k)-Grammatik für die zu parsende Sprache verwendet wird, ist das jedoch nicht erforderlich. Unüberlegte Verwendung von Backtracking kann zudem zu exponentiellem Laufzeitverhalten führen. Im Folgenden wird daher der häufige Fall LL(1) angenommen.

## Code für die Grammatikregeln eines Nichtterminalsymbols
Für jedes Nichtterminalsymbol der Grammatik wird eine Prozedur definiert. Wenn
{\displaystyle A\to \alpha _{1}\,|\,\alpha _{2}\,|\,\ldots \,|\,\alpha _{n}}
alle Regeln mit {\displaystyle A} auf der linken Seite sind, sieht die Prozedur {\displaystyle A} in Pseudocode folgendermaßen aus:
```
 proc 

  

    

      

        
A

      

    

    
{\displaystyle A}

  

()
    if lookahead in 

  

    

      

        

          
f

          
i

          
r

          
s

          
t

        

        
(

        
{

        

          
α

          

            
1

          

        

        
}

        

          
f

          
o

          
l

          
l

          
o

          
w

        

        
(

        
A

        
)

        
)

      

    

    
{\displaystyle \mathrm {first} (\{\alpha _{1}\}\mathrm {follow} (A))}

  

 then
       

  

    

      

        

          
C

          

            
1

          

        

      

    

    
{\displaystyle C_{1}}

  

    else if lookahead in 

  

    

      

        

          
f

          
i

          
r

          
s

          
t

        

        
(

        
{

        

          
α

          

            
2

          

        

        
}

        

          
f

          
o

          
l

          
l

          
o

          
w

        

        
(

        
A

        
)

        
)

      

    

    
{\displaystyle \mathrm {first} (\{\alpha _{2}\}\mathrm {follow} (A))}

  

 then
       

  

    

      

        

          
C

          

            
2

          

        

      

    

    
{\displaystyle C_{2}}

  

    ...
    else if lookahead in 

  

    

      

        

          
f

          
i

          
r

          
s

          
t

        

        
(

        
{

        

          
α

          

            
n

          

        

        
}

        

          
f

          
o

          
l

          
l

          
o

          
w

        

        
(

        
A

        
)

        
)

      

    

    
{\displaystyle \mathrm {first} (\{\alpha _{n}\}\mathrm {follow} (A))}

  

 then
       

  

    

      

        

          
C

          

            
n

          

        

      

    

    
{\displaystyle C_{n}}

  

    else
       error
```

Dabei gilt:
- lookahead ist das aktuelle Eingabezeichen (oder -token).
- {\displaystyle \mathrm {first} (T)} ist die Menge der Terminalsymbole (oder Tokens), die am Anfang eines Wortes stehen können, das von einem der Wörter in der Menge {\displaystyle T} erzeugt wurde.
- {\displaystyle \mathrm {follow} (A)} ist die Menge der Terminalsymbole, die in einem vom Startsymbol erzeugten Wort direkt rechts von {\displaystyle A} stehen können.
- {\displaystyle C_{i}} ist der Code für das Parsen von {\displaystyle \alpha _{i}}.

Die {\displaystyle \mathrm {follow} }-Mengen müssen hier einbezogen werden, weil {\displaystyle \mathrm {first} (T)} das leere Wort enthalten kann; siehe LL(k)-Grammatik.

## Code für eine Folge von Grammatiksymbolen
Für {\displaystyle \alpha _{i}=X_{1}\ldots X_{m}} (wobei die {\displaystyle X_{j}} Terminale und/oder Nichtterminale sein können) besteht {\displaystyle C_{i}} aus den Code-Abschnitten für {\displaystyle X_{1},\ldots ,X_{m}} in derselben Reihenfolge.
Der Code für ein einzelnes Symbol {\displaystyle X_{j}} sieht wie folgt aus:
- Falls {\displaystyle X_{j}} Terminal ist:

```
 if lookahead = 

  

    

      

        

          
X

          

            
j

          

        

      

    

    
{\displaystyle X_{j}}

  

 then
    lookahead := GetSymbol()
 else
    error
```

- Falls {\displaystyle X_{j}} Nichtterminal ist:

```
 

  

    

      

        

          
X

          

            
j

          

        

      

    

    
{\displaystyle X_{j}}

  

()
```

Dabei ist GetSymbol eine Funktion, die das nächste Eingabezeichen (oder -token) liefert.

## Beispiel
Für die Arithmetik lässt sich die folgende formale Grammatik in EBNF angeben.
```
Produktionsregeln in EBNF

atom = number | "(" expression ")";
power = atom ["^" negation];
negation = ["-"] power;
multiplication = negation {("*" | "/") negation};
addition = multiplication {("+" | "-") multiplication};
expression = addition;
```

Es folgt ein rekursiver Abstieg in Python, der eine syntaktische Analyse vornimmt und dabei einen abstrakten Syntaxbaum erstellt. Zuvor zerlegt ein lexikalischer Scanner scan die Eingabe in eine Liste von Tokens. Im Nachhinein wird noch mit evaluate eine rekursive Auswertung des abstrakten Syntaxbaumes demonstriert.
```
class
 
SyntaxError
(
Exception
):

    
pass

def
 
scan
(
s
):

    
a
 
=
 
[];
 
i
 
=
 
0
;
 
n
 
=
 
len
(
s
)

    
while
 
i
 
<
 
n
:

        
if
 
s
[
i
]
 
in
 
"+-*/^()"
:

            
a
.
append
(
s
[
i
])

            
i
 
+=
 
1

        
elif
 
s
[
i
]
.
isdigit
():

            
j
 
=
 
i

            
while
 
i
 
<
 
n
 
and
 
s
[
i
]
.
isdigit
():
 
i
 
+=
 
1

            
a
.
append
(
int
(
s
[
j
:
i
]))

        
elif
 
s
[
i
]
.
isspace
():

            
i
 
+=
 
1

        
else
:

            
raise
 
SyntaxError
(

                
"unerwartetes Zeichen: '
{}
'"
.
format
(
s
[
i
]))

    
a
.
append
(
None
)

    
return
 
a

def
 
expect_token
(
a
,
 
i
):

    
if
 
a
[
i
]
 
is
 
None
:

        
raise
 
SyntaxError
(
"unerwartetes Ende der Eingabe"
)

    
else
:

        
return
 
a
[
i
]

def
 
atom
(
a
,
 
i
):

    
t
 
=
 
expect_token
(
a
,
 
i
)

    
if
 
isinstance
(
t
,
 
int
):

        
return
 
i
+
1
,
 
a
[
i
]

    
elif
 
t
 
==
 
"("
:

        
i
,
 
x
 
=
 
expression
(
a
,
 
i
+
1
)

        
if
 
expect_token
(
a
,
 
i
)
 
!=
 
")"
:

            
raise
 
SyntaxError
(

                
"')' wurde erwartet, es kam aber '
{}
'"
.
format
(
a
[
i
]))

        
return
 
i
+
1
,
 
x

    
else
:

        
raise
 
SyntaxError
(

            
"unerwartetes Symbol: '
{}
'"
.
format
(
t
))

def
 
power
(
a
,
 
i
):

    
i
,
 
x
 
=
 
atom
(
a
,
 
i
)

    
if
 
a
[
i
]
 
==
 
"^"
:

        
i
,
 
y
 
=
 
negation
(
a
,
 
i
+
1
)

        
return
 
i
,
 
[
"^"
,
 
x
,
 
y
]

    
else
:

      
return
 
i
,
 
x

def
 
negation
(
a
,
 
i
):

    
if
 
a
[
i
]
 
==
 
"-"
:

        
i
,
 
x
 
=
 
power
(
a
,
 
i
+
1
)

        
return
 
i
,
 
[
"~"
,
 
x
]

    
else
:

        
return
 
power
(
a
,
 
i
)

def
 
multiplication
(
a
,
 
i
):

    
i
,
 
x
 
=
 
negation
(
a
,
 
i
)

    
op
 
=
 
a
[
i
]

    
while
 
op
 
==
 
"*"
 
or
 
op
 
==
 
"/"
:

        
i
,
 
y
 
=
 
negation
(
a
,
 
i
+
1
)

        
x
 
=
 
[
op
,
 
x
,
 
y
]

        
op
 
=
 
a
[
i
]

    
return
 
i
,
 
x

def
 
addition
(
a
,
 
i
):

    
i
,
 
x
 
=
 
multiplication
(
a
,
 
i
)

    
op
 
=
 
a
[
i
]

    
while
 
op
 
==
 
"+"
 
or
 
op
 
==
 
"-"
:

        
i
,
 
y
 
=
 
multiplication
(
a
,
 
i
+
1
)

        
x
 
=
 
[
op
,
 
x
,
 
y
]

        
op
 
=
 
a
[
i
]

    
return
 
i
,
 
x

def
 
expression
(
a
,
 
i
):

    
return
 
addition
(
a
,
 
i
)

def
 
ast
(
a
):

    
i
,
 
t
 
=
 
expression
(
a
,
 
0
)

    
if
 
a
[
i
]
 
is
 
None
:

        
return
 
t

    
else
:

        
raise
 
SyntaxError
(

            
"Ende der Eingabe wurde erwartet, es kam aber: '
{}
'"

            
.
format
(
a
[
i
]))

dispatch
 
=
 
{

    
"+"
:
 
lambda
 
x
,
 
y
:
 
x
+
y
,

    
"-"
:
 
lambda
 
x
,
 
y
:
 
x
-
y
,

    
"*"
:
 
lambda
 
x
,
 
y
:
 
x
*
y
,

    
"/"
:
 
lambda
 
x
,
 
y
:
 
x
/
y
,

    
"^"
:
 
lambda
 
x
,
 
y
:
 
x
**
y
,

    
"~"
:
 
lambda
 
x
:
 
-
x

}

def
 
evaluate
(
t
):

    
if
 
isinstance
(
t
,
 
int
):

        
return
 
t

    
else
:

        
return
 
dispatch
[
t
[
0
]](
*
map
(
evaluate
,
 
t
[
1
:]))

while
 
True
:

    
try
:

        
s
 
=
 
input
(
"> "
)

        
if
 
s
 
==
 
""
:
 
continue

        
a
 
=
 
scan
(
s
)

        
t
 
=
 
ast
(
a
)

        
print
(
"Abstrakter Syntaxbaum:
\n
  
{}
\n
"
.
format
(
t
))

        
print
(
"Ergebnis:
\n
  
{}
"
.
format
(
evaluate
(
t
)))

    
except
 
SyntaxError
 
as
 
e
:

        
print
(
"Syntaxfehler: "
 
+
 
str
(
e
))

    
except
 
(
KeyboardInterrupt
,
 
EOFError
):

        
print
()

        
break

```